# Tazzjana Ihnazjewa
Tazzjana Ihnazjewa (belarussisch Таццяна Ігнацьева, englische Schreibweise Tatiana Ignatieva; * 11. Juni 1974 in Minsk, Sowjetunion) ist eine ehemalige belarussische Tennisspielerin.

## Karriere
Ihnazjewa spielte vorrangig auf der ITF Women’s World Tennis Tour, wo sie während ihrer Karriere aber keinen Titel gewinnen konnte. 
Außerdem spielte Ihnazjewa von 1994 bis 1997 für die belarussische Fed-Cup-Mannschaft, wo sie in 16 Begegnungen von 24 Matches fünf Einzeln und acht Doppel gewinnen konnte.